# Tychy
Tychy ( [ˈtɨxɨ]IPA, německy Tichau) jsou město a městský okres v jižním Polsku ve Slezském vojvodství. Leží na historickém území Horního Slezska jižně od Katovic a jsou součástí dvoumilionové katovické konurbace. Žije zde přibližně 125 tisíc obyvatel.

## Dějiny
První písemná zmínka o Tychách pochází z roku 1467. Vesnice rozkládající se na místě dnešní městské části Stare Tychy po dlouhá staletí sdílela osud Pštinského panství. Do roku 1742 patřila Koruně království českého a Habsburské monarchii, poté Prusku, a roku 1922 byla přičleněna k Polsku.
Po druhé světové válce bylo rozhodnuto o založení satelitního města katovické aglomerace Nové Tychy. Umístění „města-noclehárny“ na tehdejších katastrech obcí Tychy, Paprocany a Żwaków bylo uznáno za nejvhodnější pro nezasažení této oblasti těžkým průmyslem a oddělení pásem lesů od zbytku silně industrializovaného regionu. 1. ledna 1951 Tychy oficiálně získaly status města. Výstavba Nových Tych se protáhla na celkem téměř čtyřicet let. Jednotlivá sídliště byla pojmenována podle písmen abecedy a jim odpovídajících ženských jmen. Nejstarší – A (Anna) a B (Barbara) – vznikla v 50. letech v duchu socialistického realismu, novějším dominuje panelová zástavba. Poslední sídliště Z (Zuzanna) bylo dokončeno roku 1986. Nové Tychy nemají jednoznačné centrum – lze za něj považovat sídliště B (Barbara) s náměstím Baczyńského nebo oblast kolem radnice a parku Solidarity mezi sídlišti D (Dorota), E (Ewelina) a F (Felicja).

## Průmysl
Na východním okraji města se rozkládá velká průmyslová zóna. Nejvýznamnějším v ní sídlícím podnikem je automobilka Fiat – nyní největší továrna Fiatu v Evropě. Vzešly z ní mj. Cinquecenta, Seicenta a Pandy, nyní (2020) se zde vyrábí Lancia Ypsilon a Fiat 500. Jejím předchůdcem byla Fabryka Samochodów Małolitrażowych (1971–1992).

## Kultura a turismus
Z Tych pochází značka piva Tyskie vyráběná Tyšským knížecím pivovarem, který s rokem založení 1613 je nejstarším dosud fungujícím pivovarem v Polsku. Pivovarské muzeum v jeho prostorách je nejznámější turistickou atrakcí města. Návštěvníky z celého regionu láká rovněž Paprocanská přehrada na řece Gostynce a její sportovně-rekreační areál. V roce 2013 založil Henryk Jan Dominiak Muzeum miniaturního profesionálního umění.

## Doprava
Městem prochází státní silnice č. 1 (DK 1), která je součástí tzv. gierkówky, magistrály Varšava – Slezsko postavené v 70. letech za vlády prvního tajemníka Edwarda Gierka, a také železniční trať Katovice – Bílsko-Bělá – Čadca. Tychy jsou jedním z pouze tří měst v Polsku s trolejbusovou dopravou. Ta je stejně jako autobusy integrována v rámci integrovaného systému katovické aglomerace (Zarząd Transportu Metropolitalnego, ZTM). Městské dopravě slouží rovněž vlaky Slezských drah (Koleje Śląskie) na trase (Sosnovec) – Katovice – Tychy ž.st. – Tychy zimní stadion.